# 10079 Meunier
10079 Meunier eller 1989 XD2 är en asteroid i huvudbältet som upptäcktes den 2 december 1989 av den belgiske astronomen Eric W. Elst vid La Silla-observatoriet. Den är uppkallad efter skulptören och målaren Constantin Meunier.
Asteroiden har en diameter på ungefär 4 kilometer.